# Anisostachya modica
Anisostachya modica är en akantusväxtart som beskrevs av Raymond Benoist. Anisostachya modica ingår i släktet Anisostachya och familjen akantusväxter. Inga underarter finns listade i Catalogue of Life.